# Ithycythara hyperlepta
Ithycythara hyperlepta é uma espécie de gastrópode do gênero Ithycythara, pertencente a família Mangeliidae.